# Party Animals
Party Animals es un videojuego de lucha/fiesta multijugador basado en la física desarrollado por Recreate Games y publicado por Source Technology. El juego se lanzó para Windows, Xbox One y Xbox Series X/S el 20 de septiembre de 2023.

## Jugabilidad
Party Animals es un juego de lucha competitivo basado en la física en el que los jugadores juegan como varios animales, incluidos cachorros, gatitos, patos, conejitos, tiburones, dinosaurios e incluso unicornios. Los animales pueden golpearse, lanzarse, saltar, patear y darse cabezazos entre sí. También pueden recoger una variedad de armas. Al recibir una cierta cantidad de daño, los jugadores quedan temporalmente fuera de combate. En la mayoría de los casos, se recuperan y regresan a la pelea, a menos que sean expulsados del mapa o se encuentren en diversos peligros.
El juego ofrece 3 modos y 20 mapas. Los modos de juego son Last Stand, Team Score y modo Arcade. En Last Stand, los jugadores intentan ser el último animal en pie mientras eliminan a otros jugadores; Team Score divide a 8 jugadores en equipos de 4, y cada equipo compite para completar un objetivo; El modo Arcade también tiene 2 equipos de 4, pero los equipos intentarán eliminar al otro equipo como en Last Stand.

## Características
Party Animals tiene un grupo base de 20 personajes entre los que los jugadores pueden elegir. Nemo, un personaje corgi del juego, es su mascota. Muchos nombres de animales, como "Barbie" para un gorila y "Bacon" para un cerdo, incorporan contraste y humor negro al juego. También hay otros 13 personajes: un murciélago, un rinoceronte, un gato con un parche en el ojo, un cachorro de Golden Retriever, un cangrejo, una morsa, un Bull Terrier, una especie de roedor, un perro de caza, un tiburón martillo, un lobo, una criatura de tipo reptil y un dragón.

## Desarrollo
Party Animals fue desarrollado por Recreate Games, un estudio de juegos fundado por Luo Zixiong, ex director de diseño de Smartisan. El juego fue objeto de burlas por primera vez en Twitter en septiembre de 2019. Las demostraciones abiertas del juego estuvieron disponibles para el público en junio y octubre de 2020 por cortos períodos de tiempo. Los desarrolladores revelaron en un comunicado de prensa del 1 de julio de 2020 que el juego se lanzará para consolas en el futuro.
El 25 de mayo de 2022, los desarrolladores publicaron una actualización que indicaba que "el juego aún está en desarrollo y se espera que la fecha de lanzamiento prevista sea dentro de 2022, con posibles retrasos debido a aprobaciones de calidad y cumplimiento".
Durante el Summer Game Fest el 8 de junio de 2023, el desarrollador anunció la fecha de lanzamiento del juego el 20 de septiembre.

## Recepción
Party Animals recibió críticas "generalmente favorables" de los críticos, según 16 reseñas enumeradas en el agregador de reseñas Metacritic. Los críticos escribieron favorablemente sobre su jugabilidad y sus imágenes. En Steam, las reseñas de los usuarios en el lanzamiento fueron "Mayormente negativas" debido a su mecánica de monetización, que fijaba precios agresivos para las máscaras del juego, y la falta de un modo fuera de línea, que contradecía la descripción del juego. Los desarrolladores respondieron que una mala traducción resultó en una descripción errónea del juego.
Durante el Steam Game Festival: Autumn Edition en 2020, la prueba de juego del juego alcanzó un pico de jugadores simultáneos de 135,834, lo que lo convierte en el cuarto juego más jugado en Steam. Acumuló una gran cantidad de espectadores en Twitch, con más de 113.000 espectadores viendo transmisiones de juegos.

### Reconocimientos
| Premio                        | Fecha                  | Categoría                   | Resultado         | Ref           |
| ----------------------------- | ---------------------- | --------------------------- | ----------------- | ------------- |
| The Game Awards               | 7 de diciembre de 2023 | Mejor juego familiar        | Nominado          | [ 21 ]        |
| The Game Awards               | 7 de diciembre de 2023 | Mejor juego multijugador    | Nominado          | [ 21 ]        |
| Game Developers Choice Awards | 20 de marzo de 2024    | Mejor debut                 | Mención honorable | [ 22 ]        |
| British Academy Games Awards  | 11 de abril de 2024    | Premio al modo multijugador | Pendiente         | [ 23 ] [ 24 ] |